# Boturići (Serbia)
Boturići (cyr. Ботурићи) – wieś w Serbii, w okręgu rasińskim, w gminie Aleksandrovac. W 2011 roku liczyła 235 mieszkańców.